# Kamendaka longmani
Kamendaka longmani är en insektsart som först beskrevs av Frederick Arthur Godfrey Muir 1924.  Kamendaka longmani ingår i släktet Kamendaka och familjen Derbidae. Inga underarter finns listade i Catalogue of Life.